# Lajen
Lajen (italià Laion) és un municipi italià, dins de la província autònoma de Tirol del Sud. És un dels municipis del districte i vall d'Eisacktal. L'any 2007 tenia 2.460 habitants. Comprèn les fraccions d'Albions, Freins (Fraina), Ried (Novale), St. Peter (San Pietro), Tanirz (Tanurza), Tschöfas (Ceves). Limita amb els municipis de Barbian, Kastelruth, Klausen, Urtijëi, Villanders, Villnöß i Waidbruck.

## Situació lingüística
| Pertinença lingüística (cens 2001) | 90,82% alemany |
| Pertinença lingüística (cens 2001) | 5,34% italià   |
| Pertinença lingüística (cens 2001) | 3,84% ladí     |

## Administració

Territori comunal

| Període | Identitat            | Partit |
| ------- | -------------------- | ------ |
| 2004-   | Engelbert Grünberger | SVP    |